# Церковь Петра и Павла (Малые Горки)
Церковь святых апостолов Петра и Павла — недействующий лютеранский храм в деревне Малые Горки Ломоносовского района Ленинградской области, бывший центр прихода Ропсу (фин. Ropsu) Евангелическо-лютеранской церкви Ингрии.

## История
Приход Ропсу был образован в начале XVIII века, как капельный прихода Скворица.
Первая деревянная приходская церковь находилась в усадьбе Ропша.
В 1798 году в расположенной южнее и по смежеству деревне Малые Горки, была построена новая каменная кирха. Строительство велось на пожертвования графа Ивана Лазарева. Храм рассчитанный на 550 мест освятили во имя святых апостолов Петра и Павла.
В 1827 году кирха была отремонтирована на средства императрицы Александры Фёдоровны, жены Николая I.
В 1853—1854 году по указу императора Николая I здание церкви подверглось незначительной перестройке.
В 1904 году храм был повторно отремонтирован.
В 1907 году на средства настоятеля Стефануса Вирканена был выстроен пасторат.
В 1917 году в приходе числилось 2647 человек. Приход входил в Восточно-Ингерманландское пробство. Службы проводились пасторами прихода Скворица.
В 1938 году кирха была закрыта. В дальнейшем здание использовалось под колхозный гараж.
В настоящее время здание руинировано, сохранились только остатки стен.

## Прихожане
Приход Ропсу (фин. Ropsu) включал в себя 19 деревень:

Большая Кипень, Большие Горки, Витино, Волосово, Глухово, Глядино, Ильино, Келози, Коровино, Липицы, Малая Кипень, Малые Горки, Никосемяки, Олики, Ропша, Ропшинский дворец, Ропшинская бумажная фабрика, Румболи, Хабони.

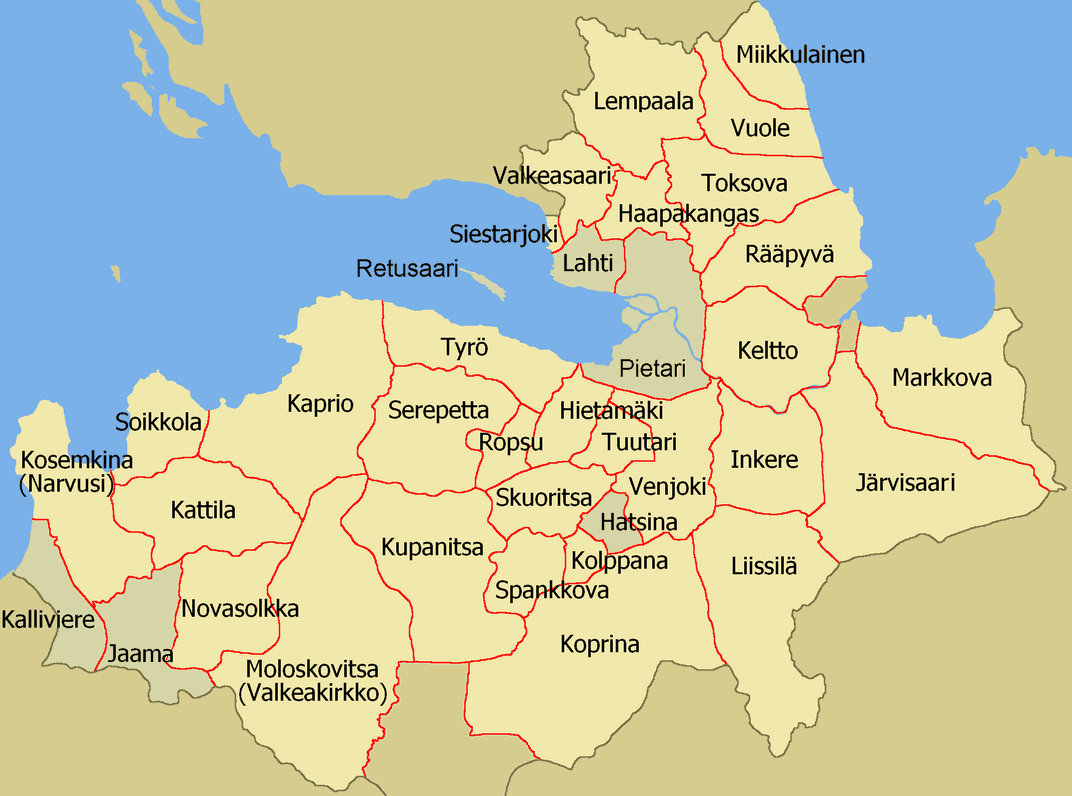
Карта приходов Церкви Ингрии (1930-е годы)

Изменение численности населения прихода Ропсу с 1842 по 1928 год:

## Духовенство
| Настоятели прихода | Настоятели прихода                              |
| Даты               | Пастор                                          |
| ------------------ | ----------------------------------------------- |
| 1798—1821†         | Исак Гранбаум (настоятель)                      |
| 1795               | Йохан Якоб Сёдербом (адъюнкт)                   |
| 1802—1807          | Фредрик Вилхелм Мальмстедт (адъюнкт)            |
| 1806               | Адольф Фредрик Гранбаум (адъюнкт)               |
| 1809—1812          | Адольф Фредрик Хронборг (адъюнкт)               |
| 1813               | Андерс Ренвалль (адъюнкт)                       |
| 1819—1821          | Петер Густав Авенариус (адъюнкт, и. о. пастора) |
| 1821—1822          | Андерс Йохан Мальмстедт (и. о. пастор)          |
| 1821—1822          | Йохан Йозеф Грюндстрём (адъюнкт)                |
| 1822—1830†         | Андерс Йохан Мелартопаеус (настоятель)          |
| 1829—1832          | Отто Вилхелм Мохелл (адъюнкт, и. о. пастора)    |
| 1832—1863†         | Хенрик Август Швиндт (настоятель)               |
| 1833               | Андерс Йохан Мальмстедт (адъюнкт)               |
| 1837—1898          | Карл Хелениус (адъюнкт)                         |
| 1840—1842          | Пауль Теодор Швиндт (адъюнкт)                   |
| 1855               | Йонас Рейнхолд Кавен (адъюнкт)                  |
| 1860—1864          | Фредрик Готтлиб Слёёр (адъюнкт)                 |
| 1863—1864          | Александер Бьёрквист (адъюнкт)                  |
| 1863—1879†         | Йохан Людвиг Николаус Грюндстрём (настоятель)   |
| 1866—1870†         | Йонас Рейнхолд Кавен (адъюнкт)                  |
| 1874—1876          | Мауриц Элениус (адъюнкт)                        |
| 1877—1878†         | Карл Исаак Александер Валлениус (адъюнкт)       |
| 1879—1880          | Матс Эмиль Зиммерман (адъюнкт)                  |
| 1880—1882          | Микко Витикайнен (адъюнкт)                      |
| 1880—1920†         | Стефанус Вирканен (настоятель)                  |
| 1883—1885          | Николай Лундаль (адъюнкт)                       |
| 1885—1886          | Карл Аксель Адемар Коски (адъюнкт)              |
| 1887—1889          | Феликс Фридольф Реландер (адъюнкт)              |
| 1889—1895          | Свен Роберт Артур Пиира (адъюнкт)               |
| 1896               | Франс Эро Силандер (адъюнкт)                    |
| 1897—1899          | Франс-Симеон Суокас (адъюнкт)                   |
| 1899—1906          | Йоханнес Сийтонен (адъюнкт)                     |
| 1906—1908          | Ээвертти Пярнянен (адъюнкт)                     |
| 1909—1910          | Аксели Альфонс Каянти (адъюнкт)                 |
| 1910               | Юхани Виркки (адъюнкт)                          |
| 1911—1912          | Онни Оскар Хямяляйнен (адъюнкт)                 |
| 1912               | Эмиль Эдвард Саарниваара (адъюнкт)              |
| 1912—1916          | Аксели Альфонс Каянти (адъюнкт)                 |
| 1917—1919          | Виктор Армас Аавикко (адъюнкт)                  |
| 1920—1937          | Антти Матиас Ятинен (расстрелян)                |
| 1923—1937          | Тойво Онни Кело                                 |
| 1937               | Пиетари Пумалайнен (расстрелян)                 |
| 1938               | Тойво Онни Кело                                 |

17 марта 1938 года в приходе Ропсу прошло последнее богослужение. 20 марта 1938 года пастор Тойво-Онни Николаевич Кело был арестован и осуждён по обвинению в шпионаже. Позднее, как гражданина Финляндии его освободили и выслали из СССР.

## Фото

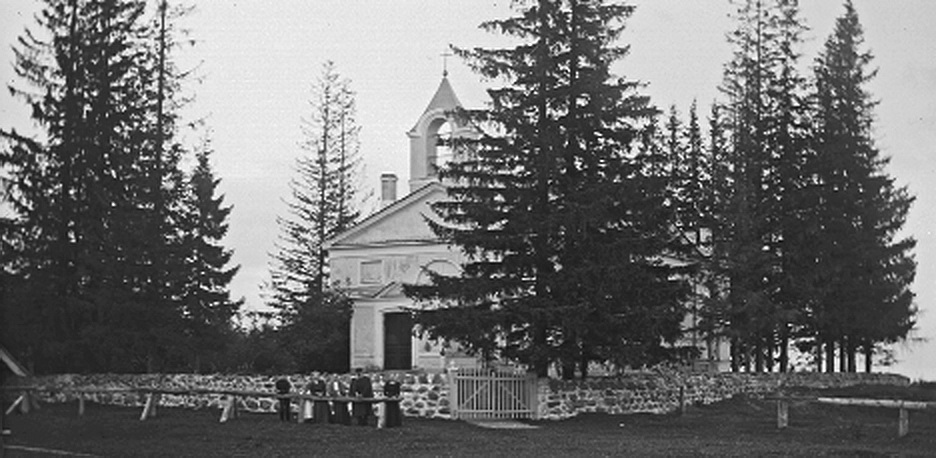
Кирха прихода Ропсу. 1911 год
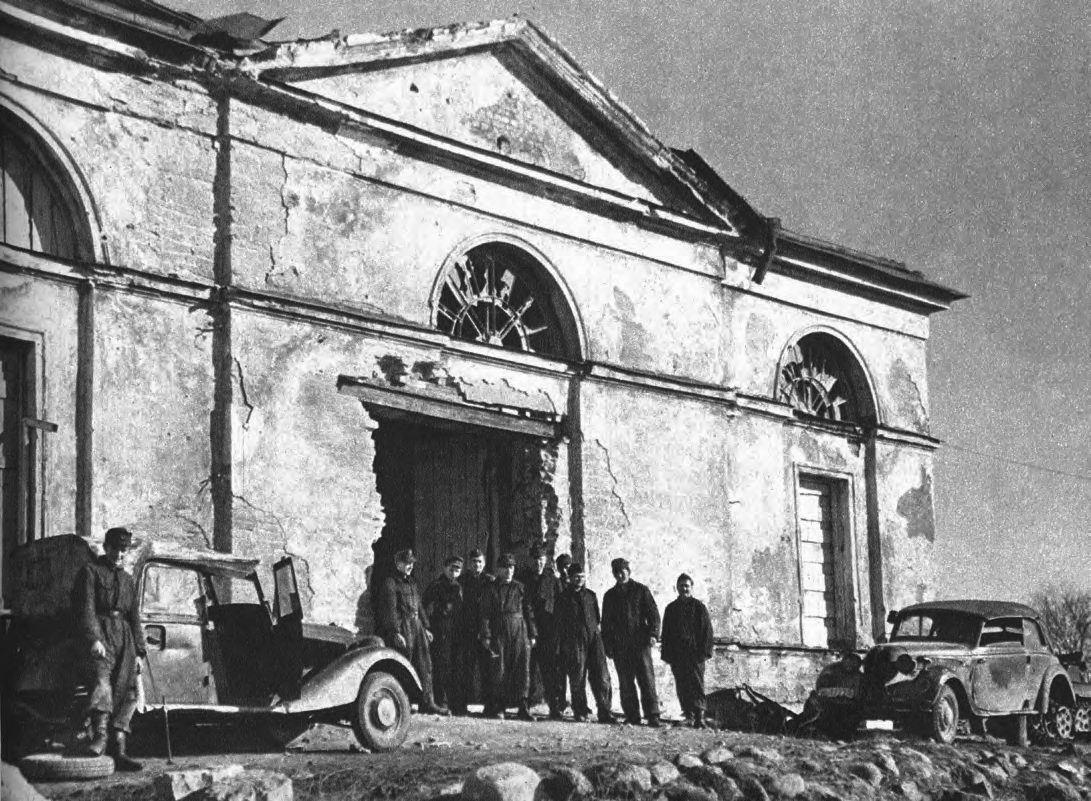
Кирха прихода Ропсу. 1943 год
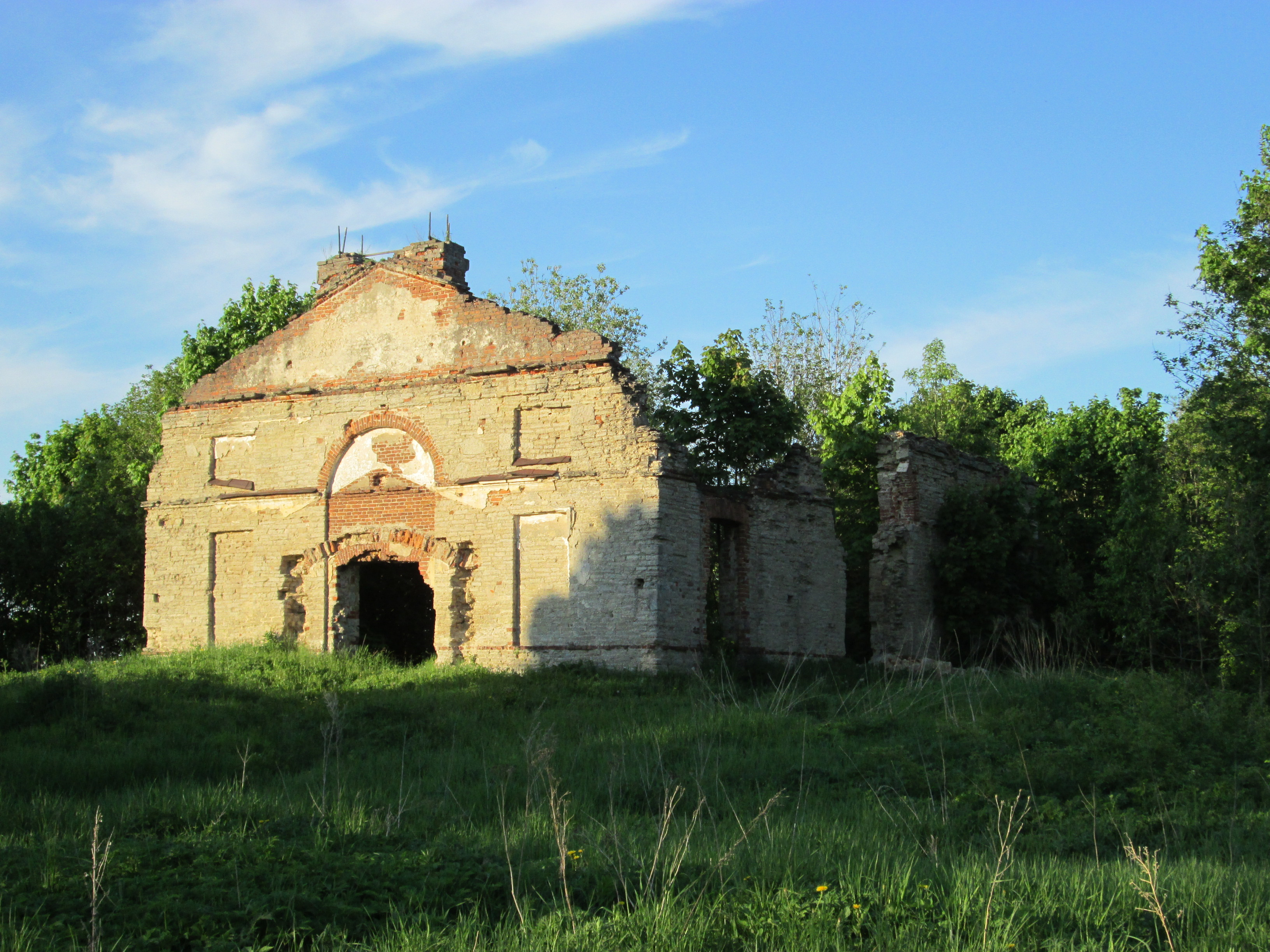
Руины кирхи. 2017 год